# Gonimbrasia ukerewensis
Gonimbrasia ukerewensis is een vlinder uit de familie nachtpauwogen (Saturniidae), onderfamilie Saturniinae.
De wetenschappelijke naam van de soort is voor het eerst geldig gepubliceerd door Rebel in 1922.